# Instituto de Física da Universidade Federal de Goiás
O Instituto de Física da Universidade Federal de Goiás (IF/UFG) é uma instituição pública de ensino, pesquisa e extensão, localizada no  Campus Samambaia, em Goiânia, Goiás. O IF oferta cursos de graduação e pós-graduação na área das ciências exatas.

## História
Em 15 de dezembro de 1969, foi fundada o Instituto de Física no espaço que, mais tarde, viria a ser o Pátio da Ciência. Desde então, o prédio permaneceu no mesmo local sem grandes modificações, com laboratórios dedicados à prática e salas de estudo.

## Cursos

### Graduação
- Bacharelado em Física;
- Bacharelado em Engenharia Física;
- Bacharelado em Física Médica;
- Licenciatura em Física.

### Pós-Graduação
- Mestrado e Doutorado Seletivo em Física.